# Konyak-Naga-Sprachen
Die Konyak-Naga-Sprachen – auch Konyak-Sprachen oder Nord-Naga-Sprachen – bilden eine Untereinheit der Bodo-Konyak-Jingpho-Sprachen, die zu den tibetobirmanischen Sprachen gehören, einem Primärzweig des Sinotibetischen. Die sieben Konyak-Naga-Sprachen werden von etwa 300.000 Menschen in Nordost-Indien in den Bundesstaaten Arunachal Pradesh und Nagaland gesprochen. Die größte Einzelsprache ist das Konyak mit 105.000 Sprechern. Das Konyak-Naga gliedert sich in Konyak und Tangsa-Nocte.

## Bodo-Koch innerhalb des Sinotibetischen
- Sinotibetisch
  - Tibetobirmanisch
    - Bodo-Konyak-Jingpho
      - Bodo-Koch (Barisch)
      - Konyak-Naga (Nord-Naga)
      - Jingpho-Sak (Kachin-Luisch)

## Interne Klassifikation und Sprecherzahlen
- Konyak-Naga oder Nord-Naga
  - Konyak
    - Konyak (105 Tsd.)   Hauptdialekt: Tableng
    - Wancho (Banpara) (45 Tsd.)
    - Phom (Tamlu, Chingmengnu) (35 Tsd.)
    - Khiamngan (25 Tsd.)
    - Chang (Mojung) (30 Tsd.)

  - Tangsa-Nocte
    - Tangas (Tase) (15 Tsd.)
    - Nocte (Namsangia) (35 Tsd.)

Klassifikation und Sprecherzahlen nach dem angegebenen Weblink.

### Konyak-Naga-Sprachen
- Robbins Burling: The Tibeto-Burman Languages of Northeastern India. In: Graham Thurgood, Randy J. LaPolla: The Sino-Tibetan Languages. Past and Present. Routledge, London 2003, ISBN 0-7007-1129-5, S. 169–191.

### Tibetobirmanisch
- Christopher I. Beckwith (Hrsg.): Medieval Tibeto-Burman Languages. Proceedings of a symposium, held in Leiden, June 26, 2000. Brill, Leiden 2002, ISBN 90-04-12424-1.
- Paul K. Benedict: Sino-Tibetan. A Conspectus. (= Studies in Chinese Linguistics. Band 2). Cambridge University Press, Cambridge 1972, ISBN 0-521-11807-7.
- Scott DeLancey: Sino-Tibetan Languages. In: Bernard Comrie (Hrsg.): The World's Major Languages. Oxford University Press, New York 1990, ISBN 0-19-520521-9, S. 797–810.
- Austin Hale: Research on Tibeto-Burman Languages. (= Trends in Linguistics. Band 14). Mouton, Amsterdam 1982, ISBN 90-279-3379-0.
- James A. Matisoff: Handbook of Proto-Tibeto-Burman. System and Philosophy of Sino-Tibaten reconstruction. (= Publications in Linguistics. Band 135). University of California Press, Berkeley 2003, ISBN 0-520-09843-9.
- Anju Saxena (Hrsg.): Himalayan Languages. Mouton de Gruyter, Berlin / New York 2004, ISBN 3-11-017841-9.
- Graham Thurgood, Randy J. LaPolla: The Sino-Tibetan Languages. Past and Present. Routledge, London 2003, ISBN 0-7007-1129-5.
- George Van Driem: Languages of the Himalayas. An ethnolinguistic handbook of the greater Himalayan Region. (= Handbuch der Orientalistik/2. Band 10). Brill, Leiden 2001, ISBN 90-04-10390-2.